# 定祥省

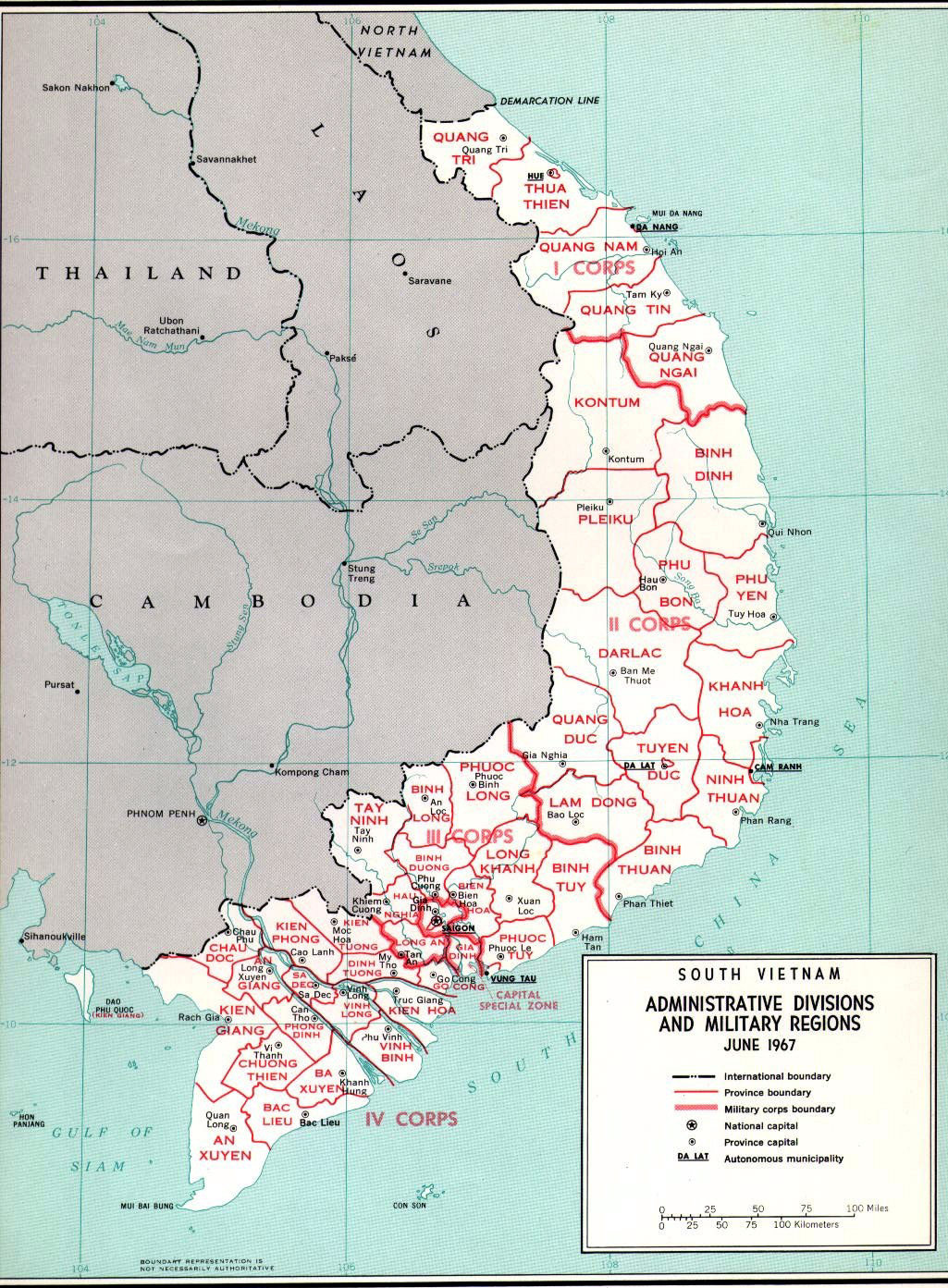
1967年的地图显示了越南共和国定祥省的省界

定祥省（越南语：／）是越南曾经设立的一个省。该省占地面积1,640平方公里，毗邻鵝貢省、隆安省、建祥省、建豐省、沙瀝省、永隆省、建和省。
1976年2月，越南南方共和国臨時革命政府将定祥省并入前江省。

## 行政區劃
1970年，定祥省下轄7郡。
- 周城郡
- 𢄂𥺊郡
- 該禮郡
- 丐𦨭郡
- 教德郡
- 涔江郡
- 𤅶争郡